# Test de Kastle-Meyer
 (octobre 2012).
 (mars 2016).
Le contenu est difficilement compréhensible vu les erreurs de traduction, qui sont peut-être dues à l'utilisation d'un logiciel de traduction automatique.
Le test de Kastle-Meyer est une analyse de sang présomptive, d'abord décrite en 1903, dans lequel l'indicateur chimique est la phénolphtaléine qui est utilisé pour détecter la présence possible d'hémoglobine.
Il compte sur l'activité peroxydase-semblable d'hémoglobine dans le sang pour catalyser l'oxydation de phénolphtaléine réduite incolore en phénolphtaléine, qui est visible comme une couleur rose brillante. Le test de Kastle-Meyer est une forme d'analyse de sang catalytique, une des deux classes principales de tests médico-légaux généralement employés par des laboratoires de police scientifique dans l'identification chimique de sang.

## Méthode
- 10 g de zinc (en poudre) (Zn)
- 20 g de potasse (KOH)
- 2 g de phénolphtaléine (en poudre)
- 100 ml d’eau distillée

Porter le mélange à ébullition jusqu’à la décoloration de celui–ci, puis laisser refroidir. Pour le test, frotter un coton-tige sur la tache de sang. Y déposer une goutte d’éthanol, puis une goutte du réactif préparé, et enfin une goutte d’eau oxygénée.
Si le prélèvement devient rose rapidement, on dit que le test présomptif positif pour le sang et inversement. Et après 30 secondes la plupart des prélèvements tournent rose naturellement comme ils s'oxydent tout seuls dans l'air.
Facultativement, le prélèvement peut d'abord être traité avec une goutte d'éthanol pour à lyser les présentes cellules et augmenter la sensibilité et la spécificité[incompréhensible]. Ce test est non destructif à l'échantillon, qui peut être gardé et utilisé dans de nouveaux tests au laboratoire ; cependant, peu de laboratoires utiliseraient le prélèvement utilisée pour le test de Kastle-Meyer dans le nouveau test.

## Limitations
Tandis que le test de Kastle-Meyer a été rapporté comme étant capable de détecter des dilutions de sang très bas, il y a un certain nombre de limitations importantes au test. Le test donnera un résultat positif faux quand en présence de certains légumes, comme ceux dans le raifort, le brocoli, le chou-fleur, etc. De plus, d'autre espèce d'oxydation dans l'échantillon causera aussi un faux positif. Des oxydants chimiques comme le cuivre et des sels de nickel causeront que le réactif Kastle-Meyer devient roses avant l'addition de l'eau oxygénée, ainsi il est extrêmement important d'ajouter le réactif d'abord, attendre ensuite quelques secondes, ajouter ensuite l'eau oxygénée.

## Mécanisme
Le phénolphtaléine utilisée dans ce test a été modifiée de sa forme conventionnelle, en laquelle il a été réduit par deux électrons et est pré-dissous dans la solution alcaline. Ceci est typiquement réalisé en faisant bouillir une solution alcaline de phénolphtaléine avec le zinc en poudre, qui réduit la phénolphtaléine. Sur la réduction, la couleur rose très intense de la forme cationique de phénolphtaléine s'efface à une couleur jaune faible. C'est cette forme de phénolphtaléine qui est présent dans des kits de test de Kastle-Meyer. Pour produire la couleur rose intense indicative d'un test positif, la phénolphtaléine réduite doit être oxydé en arrière à sa forme normale, colorée.
Dans la réaction, l'eau oxygénée réagit avec l'hémoglobine dans le sang. La phénolphtaléine ne participe pas directement à ce processus ; au lieu de cela, il agit comme une source externe d'électrons. Dans sa réaction avec l'eau oxygénée, l’hémoglobine se comporte comme une peroxydase, réduisant le peroxyde en eau. Cette activité épuise les électrons de l'hémoglobine qui sont, à son tour, refournis par la phénolphtaléine. La donation d'électrons à l'hémoglobine convertit la phénolphtaléine incolore en phénolphtaléine intensément colorée. On montre la réduction catalysée d'hémoglobine de peroxyde qui arrive dans la réaction ci-dessous : 
HOOH + 2H+ +2e− = 2 H2O
La consommation de protons pendant la réaction a l'effet d'augmenter le Potentiel hydrogène de la solution, mais la quantité de base produite est négligeable comparée a la base présente déjà dans le mélange de réactif.

## Avantages
Le test de Kastle-Meyer, qui est peu coûteux est assez facile à réaliser et donne rapidement un résultat. De plus, il ne détruit pas l'ADN, ce qui permet de poursuivre d'autres analyses sur l'échantillon.